# Бінненстад-Норд (район Лейдена)
Бі́́нненстад-Норд (нід. Binnenstad noord) — адміністративний район нідерландського міста Лейден, один з двох районів історичного центру міста.

## Опис

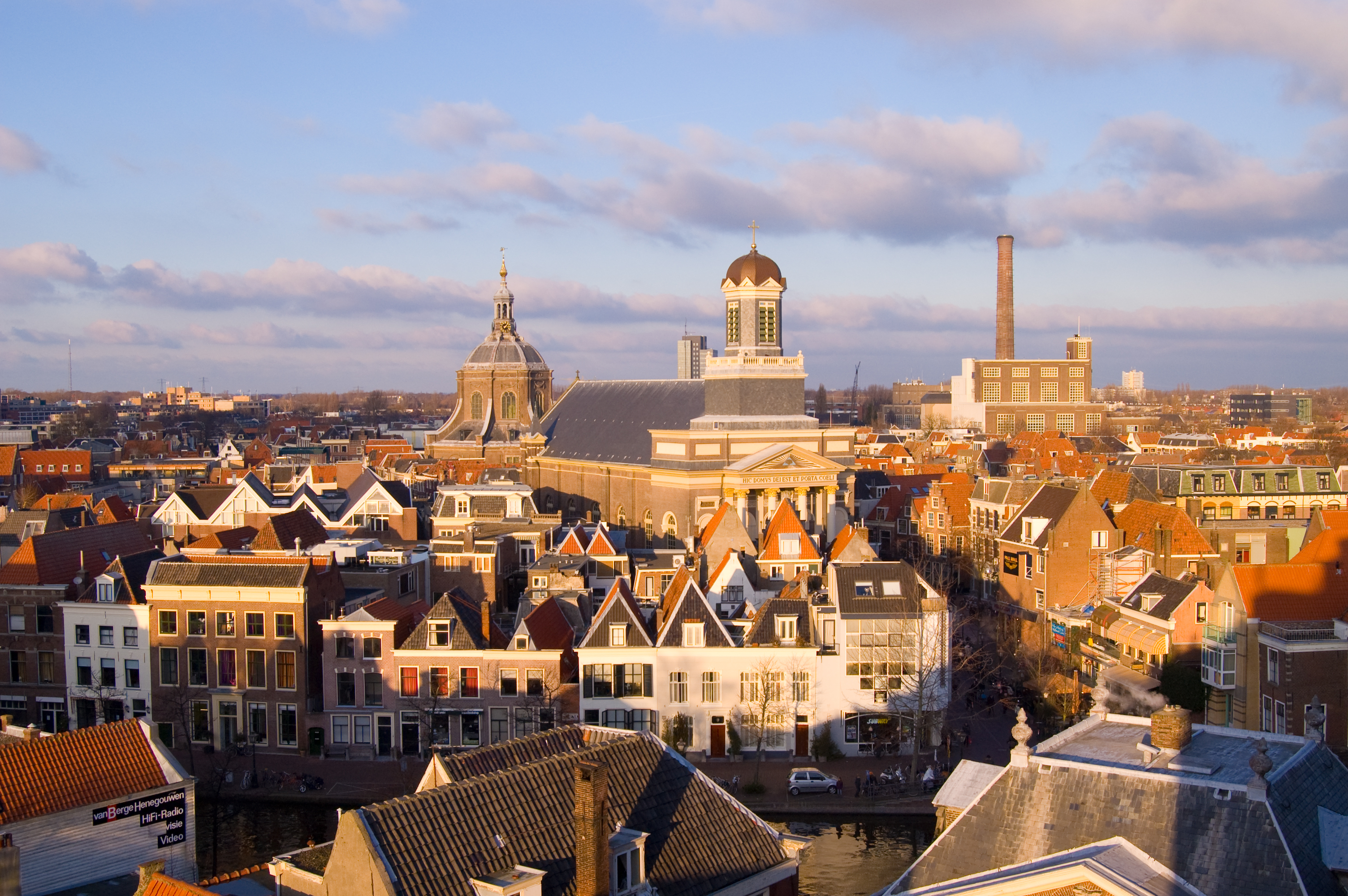
Панорама району. В центрі — церква Хартебрюгкерк, зліва за нею — церква Марекерк

Район Бінненстад-Норд займає північну частину історичного центру Лейдена, а також частину острова Вардейланд. Належить до Центрального округу (статистичний код — WK054601), межує з районами Бінненстад-Зейд на півдні, Лейден-Норд і Стацйонсдістрікт на півночі, Роденбургердістрікт на південному сході та Морсдістрікт на заході..
До складу району входять дільниці:
- Де Камп
- Маревейк
- Панкрас-Вест
- Панкрас-Ост
- Д'Ауде Морс
- Нордвест
- Моленбюрт
- Хавенвейк-Зейд
- Хавенвейк-Норд
- Де Вард

З усіх боків район Бінненстад-Норд оточений річками та каналами: з півдня — Ньїве-Рейном і каналом Галгеватер, з заходу і півночі — системою середньовічних оборонних ровів (Морссінгел, Рейнсбургерсінгел, Маресінгел, Херенсінгел і Зейлсінгел), зі сходу — каналом Рейн-Схіканал.

## Населення

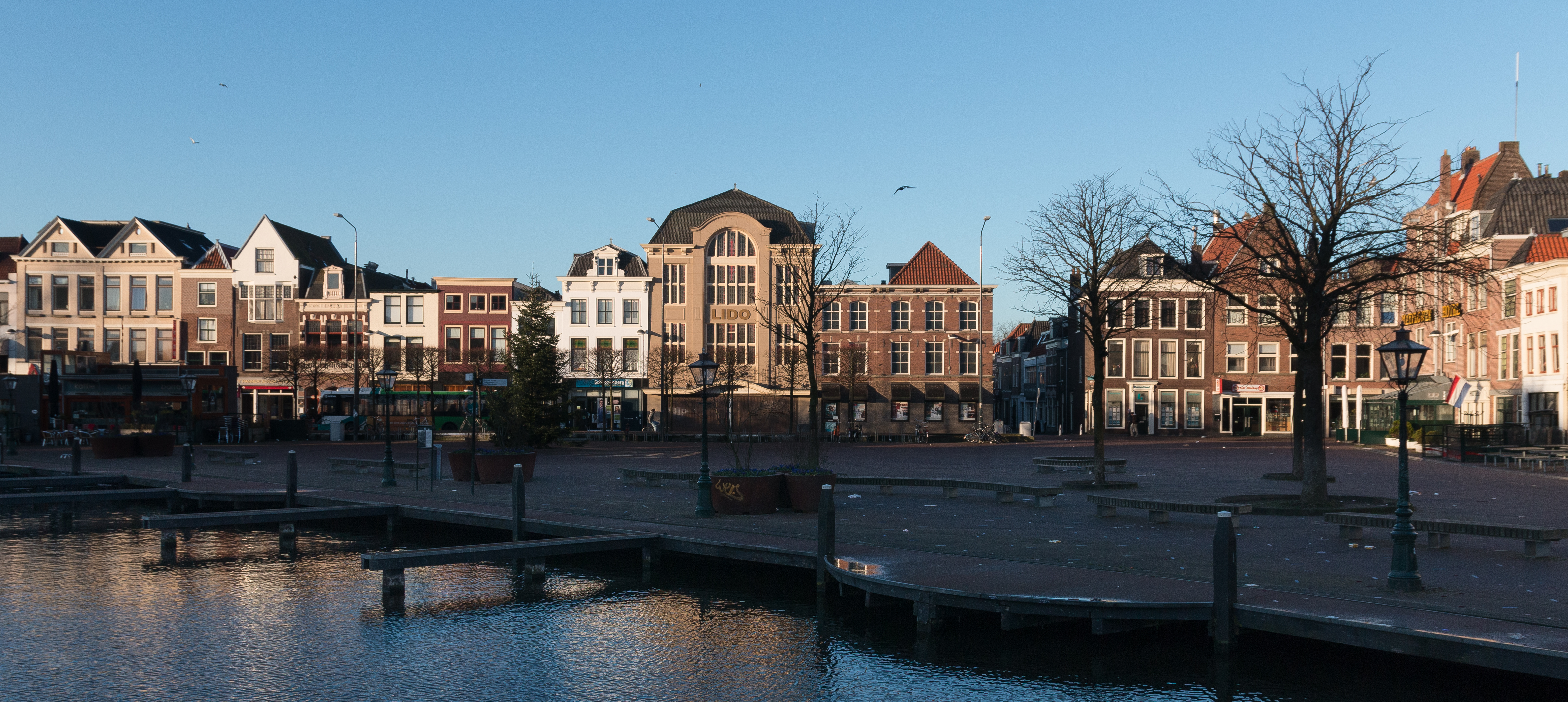
Площа Бестенмаркт та кінотеатр LIDO

Бінненстад-Норд має досить велику щільність населення. З демографічної точки зору тут переважає молодь, близько 50% мешканців — люди у віці від 20 до 35 років, з іншого боку — тут один з найнижчих у місті відсоток людей у віці старше 65 років. Приблизно дві третини мешканців — нідерландці, близько 20% мешканців — вихідці з інших європейських країн, зокрема Польщі.

## Культура
В Бінненстад-Норді розташовані шість музеїв — Державний музей етнології, Міський музей вітряків, Міський музей «Лакенхал», музей Бургаве, Музей американських пілігримів, музей «Будинок лейденського ткача» а також Лейденський міський театр, кінотеатр LIDO, культурно-мистецький центр «Схелтема Комплекс».
На території району пролягає вулиця Харлеммерстрат — найдовша торгова вулиця в Нідерландах і головна торгова вулиця міста.

## Пам'ятки історії та архітектури
На території району є багато пам'яток історії та архітектури. Тут розташований Лейденський замок, зведений у XI–XII століттях, церкви Марекерк (1639–1649), церква святого Панкратія (1377–1415), Хартебрюгкерк (1836), лютеранська кірха (1618), будівлі Міського теслярського двору (1612), шпиталю святої Єлізавети (1909), вітряки De Valk (1743) та De Put (сучасна репліка вітряка XVII століття).
На західному кордоні району розташована старовинна брама Морспорт (1669), на сході — брама Зейлпорт (1667), це дві брами, що залишилися, з одинадцяти історичних входів до середньовічного міста.

## Парки
Через високу щільність забудови, в Бінненстад-Норді небагато парків. Майже усі вони розташовані на берегах каналів, на кордоні історичного центру. 2014 року стартував міський проект по об'єднанню цих парків в один — Сінгелпарк.
Також з середини XIX століття існує міський парк навколо колишнього Лейденського замку.
На сході району, у дільницях Хавенвейк-Норд і Хавенвейк-Зейд розташовані відповідно старий католицький і старий протестантський цвинтарі.

## Галерея

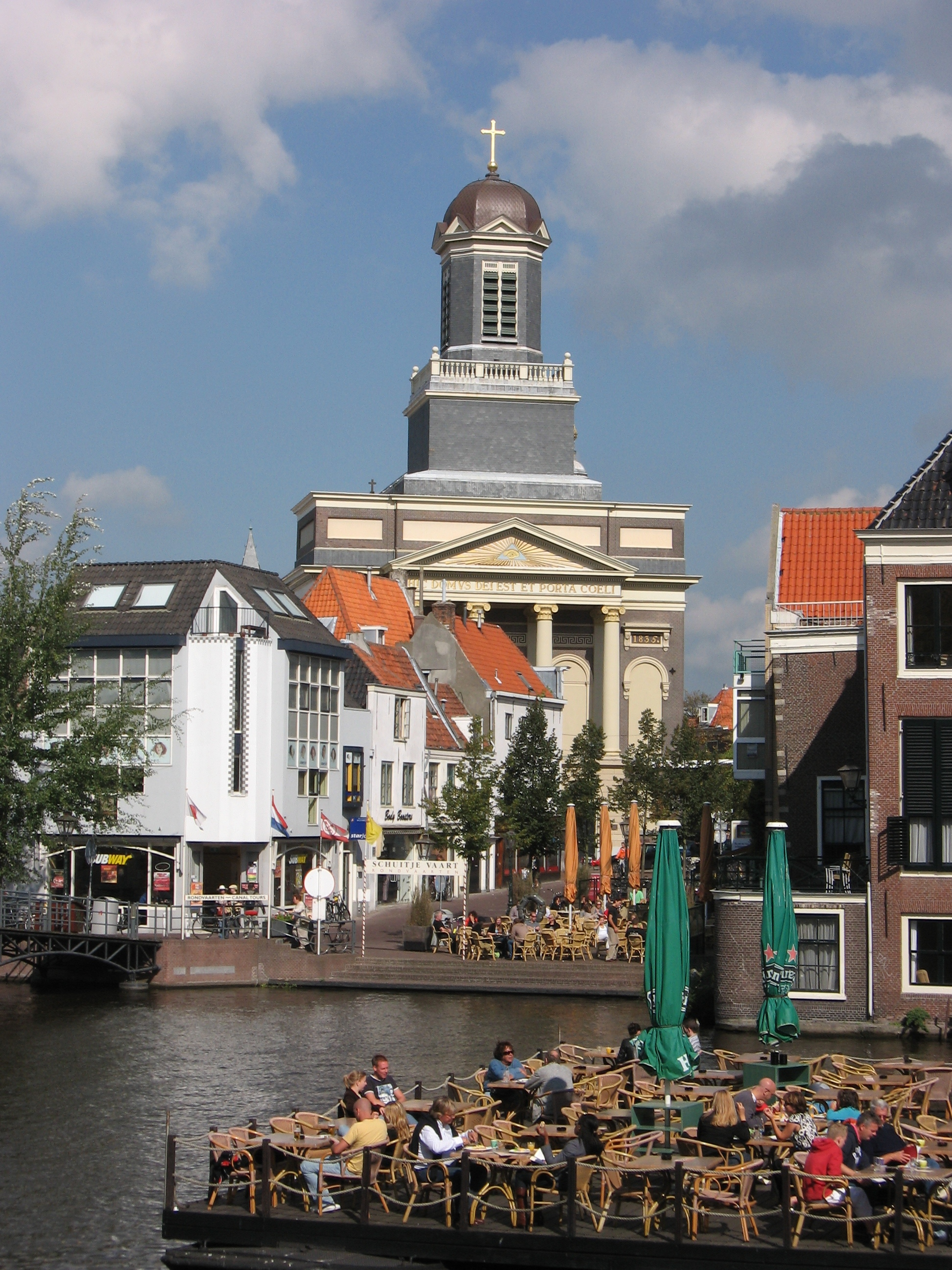
Церква Хартебрюгкерк
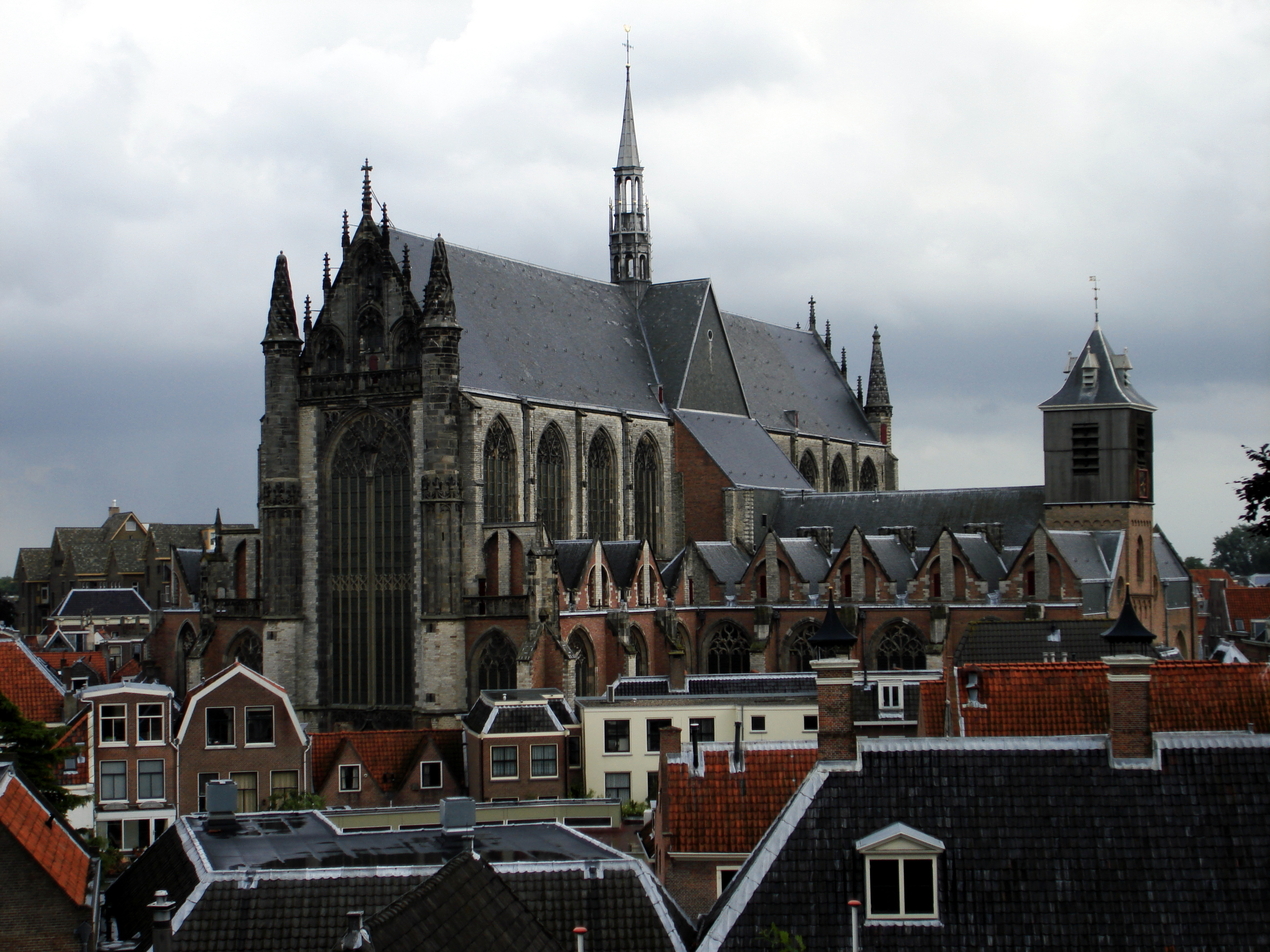
Церква святого Панкратія
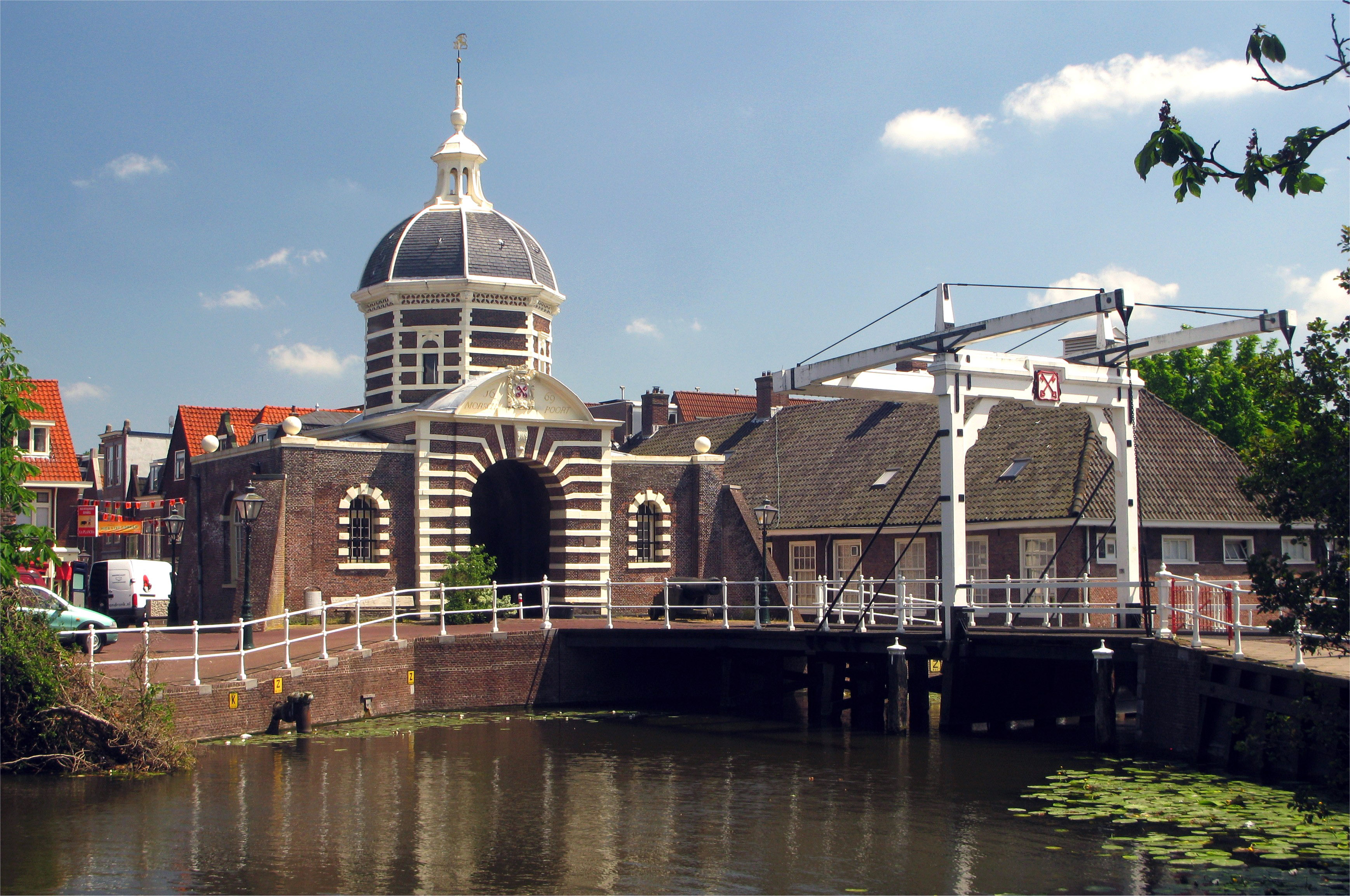
Брама Морспорт
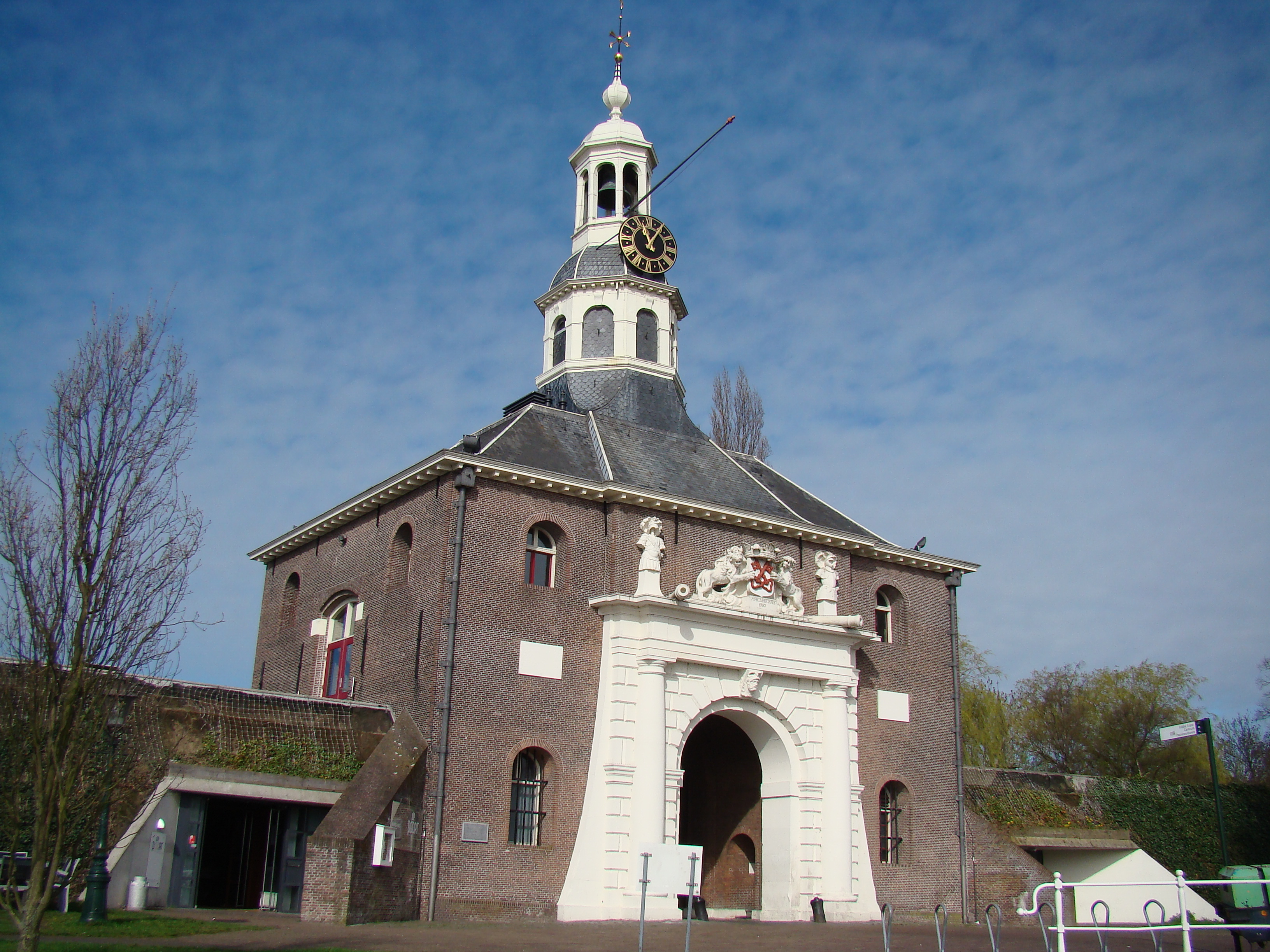
Брама Зейлпорт
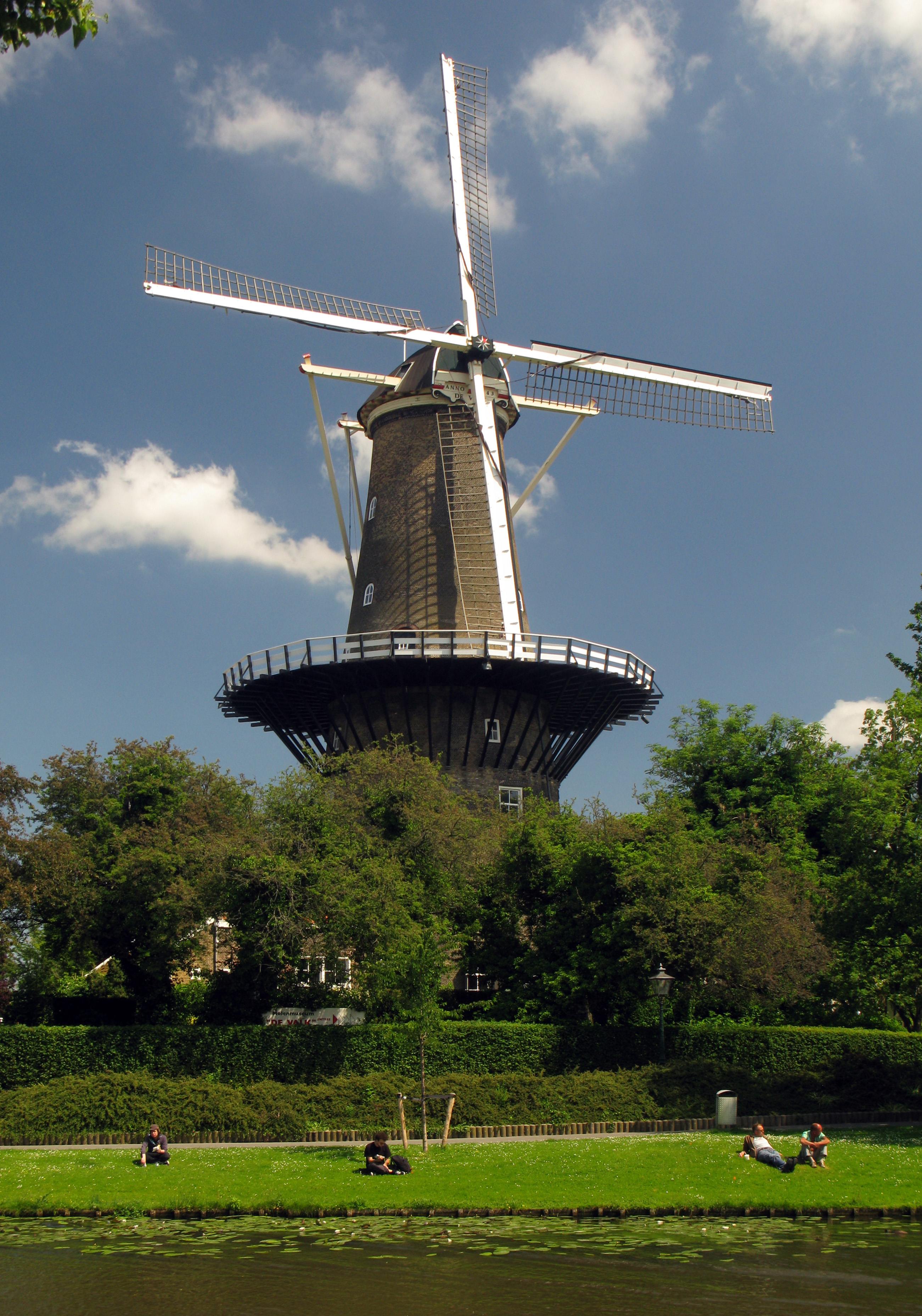
Вітряк De Valk («Сокіл»)
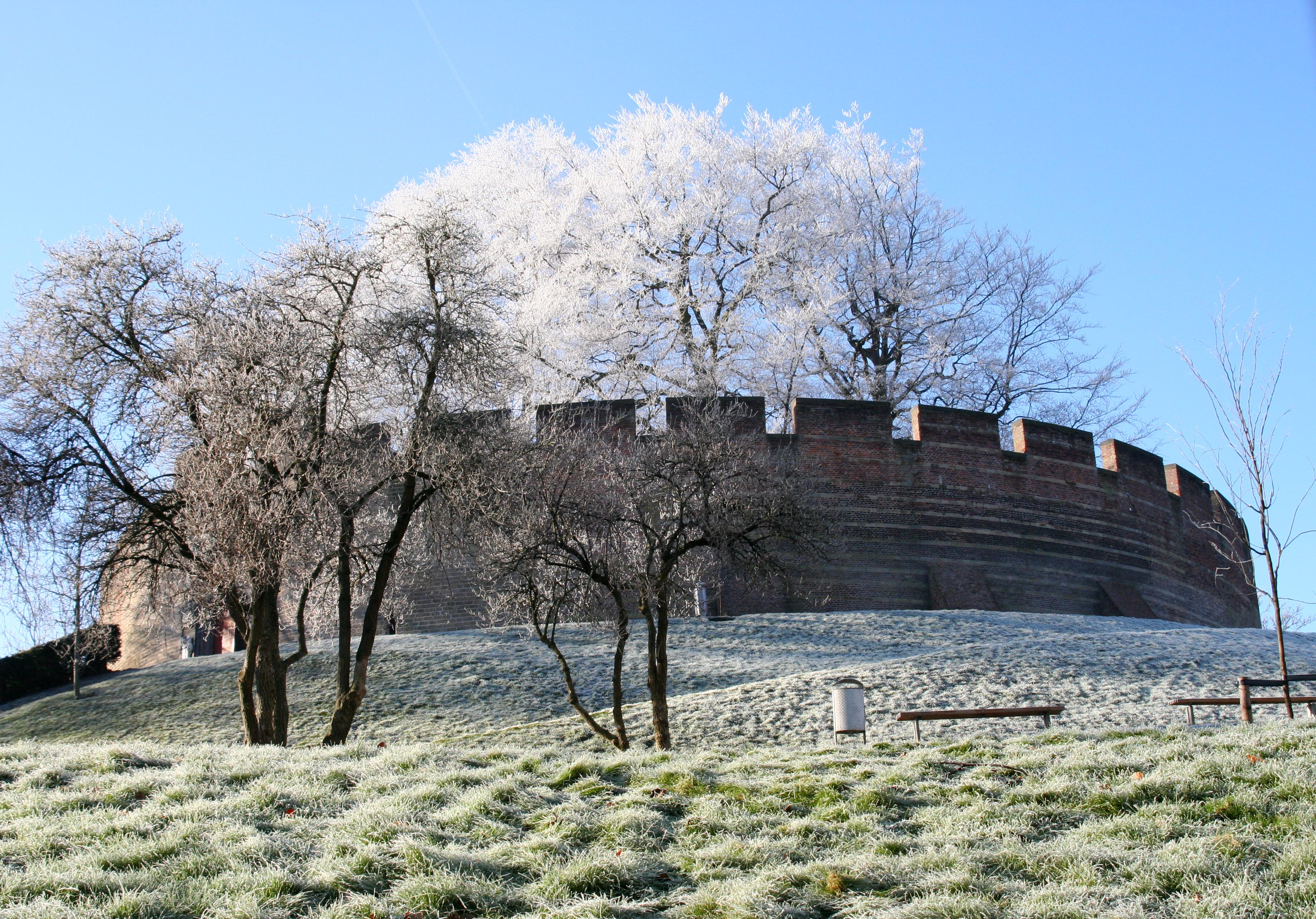
Лейденський замок
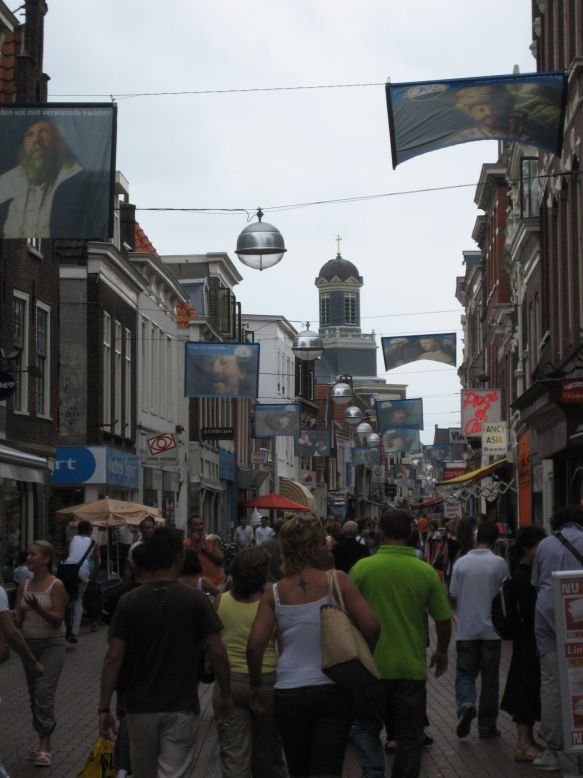
Вулиця Харлеммерстрат
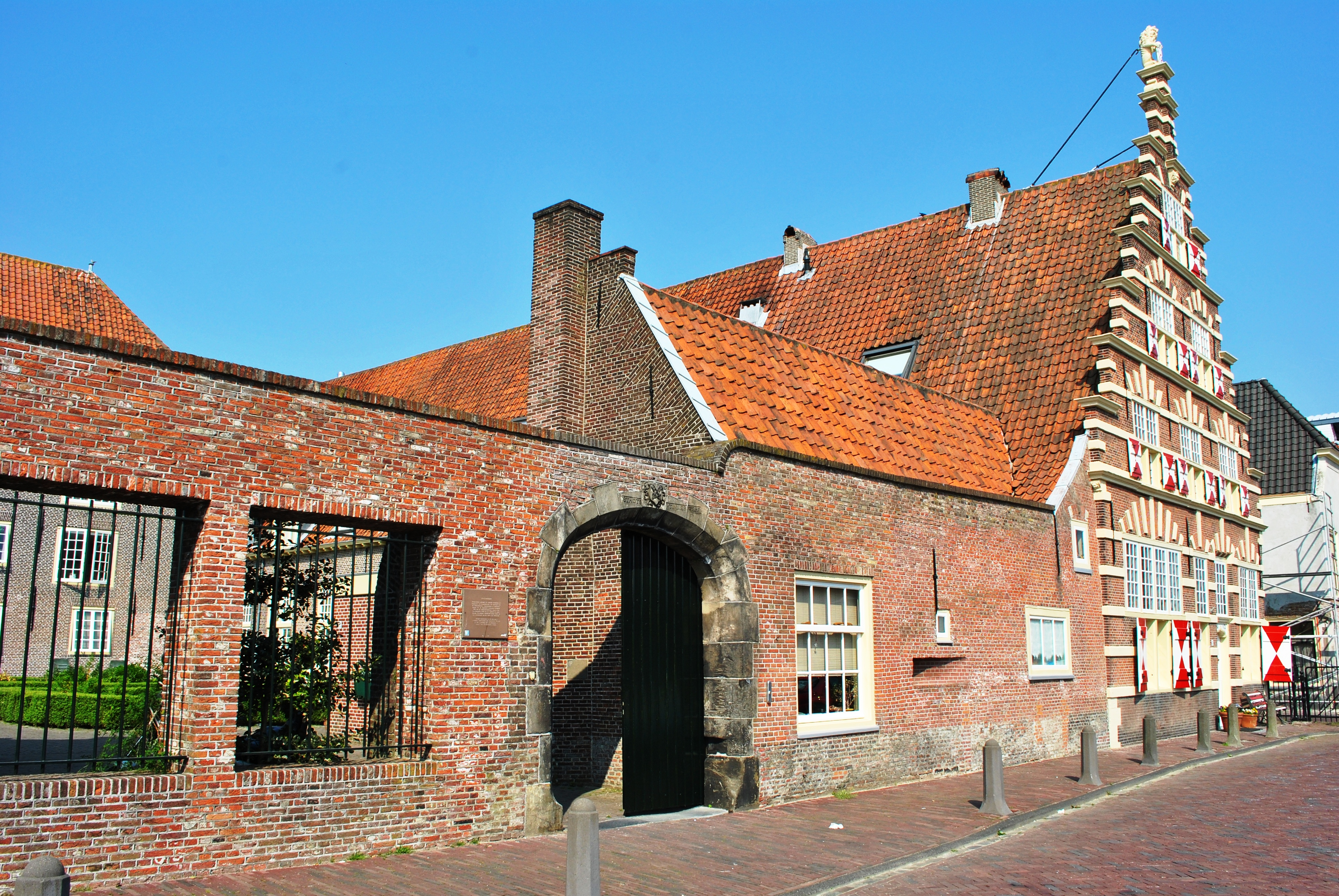
Міський теслярський двір